# Bałowo (Kętrzyn)
Bałowo (deutsch Ballau) ist ein Ort in der polnischen Woiwodschaft Ermland-Masuren. Er gehört zur Gmina Kętrzyn (Landgemeinde Rastenburg) im Powiat Kętrzyński (Kreis Rastenburg).

## Geographische Lage
Bałowo liegt am Guberfluss südwestlich des Jezioro Wersminia (Großer Ballauer See) in der nördlichen Woiwodschaft Ermland-Masuren. Bis zur früheren Kreisstadt Sensburg (polnisch Mrągowo) sind es 20 Kilometer in südwestlicher Richtung, bis zur heutigen Kreismetropole Kętrzyn (deutsch Rastenburg) zwölf Kilometer in nordwestlicher Richtung.

## Geschichte
Das vor 1785 Sixtin genannte Dorf war ein Gutsdorf mit einem großen Gutspark und einer Wassermühle. Im Jahre 1818 wurde es als adliges Hauptgut mit 13 Feuerstellen bei 118 Einwohnern erwähnt, im Jahre 1871 mit bereits 141 Einwohnern.
Im Jahre 1874 kam der Gutsbezirk Ballau zum neu errichteten Amtsbezirk Eichmedien (polnisch Nakomiady) im ostpreußischen Kreis Sensburg, der bis 1945 bestand. Die Einwohnerzahl Ballaus belief sich im Jahre 1910 auf 130.
Am 30. September 1928 verlor der Gutsbezirk Ballau seine Eigenständigkeit und wurde in die Landgemeinde Salpkeim (polnisch Salpik) eingegliedert.
Als 1945 in Kriegsfolge das gesamte südliche Ostpreußen an Polen fiel, erhielt Ballau die polnische Namensform „Bałowo“. Heute ist der Ort in die Landgemeinde Kętrzyn (Rastenburg) im Powiat Kętrzyński (Kreis Rastenburg) einbezogen, von 1975 bis 1998 der Woiwodschaft Olsztyn, seither der Woiwodschaft Ermland-Masuren zugehörig.

## Kirche
Bis 1945 war Ballau in die evangelische Kirche Eichmedien (polnisch Nakomiady) in der Kirchenprovinz Ostpreußen der Kirche der Altpreußischen Union, außerdem in die römisch-katholische St.-Katharinen-Kirche Rastenburg im Bistum Ermland eingepfarrt.
Heute gehört Bałowo katholischerseits zur Pfarrei Nakomiady im Erzbistum Ermland, evangelischerseits zur Johanneskirche Kętrzyn in der Diözese Masuren der Evangelisch-Augsburgischen Kirche in Polen.

## Verkehr
Bałowo liegt an einer Nebenstraße, die von Nakomiady (Eichmedien) über Salpik (Salpkeim) und Knis (Gneist) bis nach Ryn (Rhein) an der polnischen Landesstraße 59 und einstigen deutschen Reichsstraße 140 führt.
Eine Anbindung an den Bahnverkehr besteht nicht mehr. Von 1898 bis 1945 war Ballau Bahnstation an der Bahnstrecke Reimsdorf–Rhein der Rastenburger Kleinbahnen. Die Strecke wurde im Krieg zerstört und danach nicht wiederhergestellt.